# Gephyraulus isatidis
Gephyraulus isatidis är en tvåvingeart som beskrevs av Fedotova 1992. Gephyraulus isatidis ingår i släktet Gephyraulus och familjen gallmyggor.
Artens utbredningsområde är Kazakstan. Inga underarter finns listade i Catalogue of Life.